# Ігор Кіо
Ігор Емільович Кіо, Ігор Емільович Гіршфельд-Ренард (рос. И́горь Эми́льевич Ки́о, 13 березня 1944, Москва — 30 серпня 2006, Москва) — радянський й російський артист цирку, ілюзіоніст; заслужений артист РРФСР (1980), народний артист Росії (2003), заслужений діяч мистецтв Грузинської РСР, лауреат міжнародної премії «Оскар» (Бельгія), член міжнародної асоціації «Братство магів» (США). В енциклопедії «Хто є хто в сучасному світі» Міжнародного об'єднаного біографічного центру (2001) Ігор Кіо увійшов у число 200 видатних діячів сучасності.

## Життєпис
Батько — Еміль Теодорович Ренард-Кіо (Гіршфельд) (1894—1965 рр.ж.). Мати — Євгенія Василівна Гіршфельд (до шлюбу Смірнова, 1920—1989 рр.ж.). Брат — Еміль Емільович Кіо (нар. 1938 р.).
У дитинстві займався футболом у ФШМ Торпедо (перший тренер — Костянтин Бєсков), але за наполяганням батьків продовжив циркову династію. Спочатку навчався в середній школі у місті Москва. Навчання у середній загальноосвітній школі закінчив в м. Тбілісі (Грузія). Майстерності сценічного руху й мови вчився у знаменитих акторів МХАТу.
У 1959 р. стався дебют Ігоря Кіо як самостійного артиста, на арені Московського цирку на Цвітному бульварі, коли він вийшов на арену підмінити хворого батька. Згодом до самої смерті батька він виступав разом з ним як асистент; ілюзійні номери створені батьком увійшли й до репертуару Ігоря Емільовича.
У 1977 р. у м. Ленінграді відбулася прем'єра програми «Вибране-77» (рос. Избранное-77), в яку входили номери з класичного репертуару минулих років і нові програми Кіо. Через кілька років з'явився ілюзійний атракціон «Раз-два-три», який був створений Кіо спільно з О. Левицьким.
У 1982, 1983 і 1984 роках разом з Аллою Пугачовою вів естрадно-циркове шоу «Атракціон».
У 1985 р. Кіо була поставлена програма в Театрі естради (автори О. Левицький та Б. Пургалін) під назвою «Без ілюзій» (рос. Без иллюзий), в якій брали участь естрадні артисти.
У 1989 р. Ігор Кіо пішов з Союздержцирку і створив фірму «Шоу-ілюзіон Ігоря Кіо» (рос. Шоу-иллюзион Игоря Кио), яка займається організацією як власних гастролей, так і виступів інших колективів.
На початку 1990-х років у Кремлівському Палаці з'їздів була представлена програма «О шостій годині вечора після зими» (рос. В шесть часов вечера после зимы), в якій брало участь багато артистів естради.
У 1995 р. на сцені згаданого Театру естради йшла програма «Чарівник XX століття» (рос. Волшебник XX века), поставлена Кіо сумісно з Аркадієм Аркановим. Вдень проходили вистави для дітей, а ввечері — шоу за участю Яна Арлазорова, груп «Екс-ББ» і «Лицедії».
Ігор Кіо побував з гастролями в Японії (1965), США (1967—1968, спільно з Ю. Нікуліним), Бельгії, Франції (1969—1970), Туреччини, Югославії, Німеччині та інших країнах.
У 1999 році Ігор Кіо був обраний почесним академіком Національної академії циркового мистецтва Росії.
У 2003 році йому було присвоєно звання народного артиста РФ. Удостоєний міжнародної премії «Оскар», що вручається за рішенням Товариства журналістів й критиків Бельгії Королівським цирком Брюсселя. Запрошувався до журі Вищої ліги КВН.
У кінці життя тяжко хворів, помер від загострення цукрового діабету і важкої форми пневмонії. Похований на Новодівочому цвинтарі в м. Москві (6 ділянка 23 ряд).

## Походження артистичного псевдоніма
Існує кілька версій походження сценічного псевдоніма як прізвища «Кіо»:
- акронім від рос. как интересно обманывать («як цікаво обманювати»);
- акронім від рос. киевский известный обманщик («київський відомий обманщик»)[17];
- акронім від рос. колдун из Осетии («чаклун з Осетії») — за місцем народження Еміля Теодоровича Кіо;
- Юрій Нікулін розповідав історію, що на початку своєї артистичної кар'єри Е. Т. Кіо проходив з приятелями повз кінотеатру, на вивісці якого не горіла буква «Н» в слові «Кіно»; дружина одного з приятелів вимовила вголос «Кіо» і припустила, що це могло би стати хорошим сценічним ім'ям;
- Ігор Кіо згадував, що коли його батько Е. Т. Кіо жив у м. Варшаві, поруч з його будинком була синагога, звідки в новорічні свята лунали багаторазово гучні вигуки «Ткіо! Ткіо! Ткіо!», що послужило для вибору артистичного прізвиська.

## Особисте життя
- З першою дружиною, Галиною Брежнєвою (донька голови СРСР Брежнєва Леоніда Ілліча), Ігор Кіо був одружений дев'ять днів, після чого співробітники спецслужб СРСР вилучили паспорт Ігоря. Запис про шлюб був анульований[18], а сторінку в його паспорті про цей шлюб вирвали[19]. Надалі протягом 4 років вони таємно зустрічалися.
- З другою дружиною, Іолантою Ольховіковою[20], Кіо прожив 11 років. Вона походила зі спадкової циркової родини, виступала у власному номері з папугами. У цьому шлюбі народилася дочка Вікторія, яка деякий час працювала в цирку з дресурою. Згодом Іоланта одружилася зі старшим братом Ігоря, Емілем.
- З третьою дружиною, Вікторією Іванівною[21], Кіо жив до кінця життя. Вона брала участь у шоу та була його асистенткою.

## Номери
Протягом 30 років своєї роботи він давав 500—600 виступів на рік, а на виставах з участю Кіо не було порожніх місць серед глядачів. Така популярність була викликана до застосовуваних ним успадкованих знань і у популярному номері «Дама в повітрі» або «Каталепсія» (рос. Дама в воздухе, каталепсия), що виконувався так: асистентка під впливом гіпнозу повисала в повітрі без будь-якої опори; у асистентки під цим впливом наставала каталепсія спочатку. Співробітники його виступів (75 асистентів) підписували документи про нерозголошення секретів його виступів, тому в цирковій династії Кіо не визнавали використання гіпнозу. Хоча очевидці свідчили, що він «володів здібностями на зразок гіпнозу й досягав бажаного», а в книзі його батька гіпнозу присвячений окремий розділ: «Сила гіпнозу». Ігор Кіо вважав, що без обману в його творчості не обійтися. Після смерті батька Еміля Теодоровича Ігор Кіо виступав з братом Емілем Емільовичем.
- «Моди» (рос. Моды),
- «Акваріум» (рос. Аквариум),
- «Рояль у повітрі» (рос. Рояль в воздухе),
- «Скриня Гудіні» (рос. Сундук Гудини),
- «Поява ведмедика» (Появление медвежонка),
- «Лев у повітрі» (рос. Лев в воздухе)[26].
  - «Спалювання жінки» (рос. Сжигание женщины),
  - «Перетворення жінки в лева» (рос. Превращение женщины во льва),
  - «Розпилювання жінки» (рос. Распиливание женщины)[7].

та інші.

## Твори
- (рос.)«Чудеса — моя профессия» / рубрика «По ту сторону фокуса» // «Юный техник», 1967, № 1. — С.60–61;
- (рос.)«Без фокусов» // «Советская эстрада и цирк», 1972, № 11. — С.23;
- (рос.)«Иллюзии без иллюзий». М.: изд. «Вагриус», 1999, 318 с.;
- (рос.)«Он жил под куполом небес…» / Книга воспоминаний о В. А. Мильруде. М.: ООО «Комментарий», 2007. — С.16–23[26].